# Eoargiolestes ochraceus
Eoargiolestes ochraceus – jedyny znany gatunek ważki z monotypowego rodzaju Eoargiolestes należącego do rodziny Argiolestidae.
Gatunek ten opisany został w 1864 roku przez Montrousiera jako Sympecma ochracea. Potem umieszczany był w rodzaju Argiolestes. We własnym rodzaju umieścili go w 2013 roku Kalkman i Theischinger.
Owad ten jest endemitem Nowej Kaledonii.